# Triste com T
"Triste com T" (acrónimo para "Triste com Tesão") é uma canção do cantor e drag queen brasileiro Pabllo Vittar, gravada para seu quarto álbum de estúdio Batidão Tropical (2021). Foi lançada como segundo single do álbum em 24 de junho de 2021 pela Sony Music Brasil, junto com o lançamento do disco.

## Divulgação
A primeira apresentação da canção aconteceu no programa Caldeirão do Huck da TV Globo em 26 de junho de 2021, onde o refrão original cantado "Você me deixou triste, triste com tesão" foi substituído por "Você me deixou triste, nesta solidão". Em 28 de junho de 2021, Vittar se apresentou no programa matinal Encontro com Fátima Bernardes também da TV Globo e performou a canção. Em 21 de abriel de 2024, Vittar performou a canção no Sabadou com Virginia.

## Vídeo musical
O vídeo musical de "Triste com T" foi dirigido por Pabllo Vittar e Flávio Verne e gravado simultaneamente com o clipe anterior de Vittar, "Ama Sofre Chora", sendo uma continuação da história do primeiro, onde mostra Pabllo chegando no hotel onde iria passar a lua de mel com o noivo. Durante a cena onde a intérprete está em uma sala com seus dançarinos, Vittar aparece com um aparelho celular do modelo V3 preso em sua bota, fazendo uma referência a personagem Mia Colucci da telenovela mexicana Rebelde (2004–06).

## Desempenho comercial

### Tabelas semanais
| Tabela musical (2021) | Melhor posição |
| --------------------- | -------------- |
| Portugal (AFP)        | 178            |

## Histórico de lançamento
| País   | Data                | Formato(s)                 | Gravadora  | Ref.   |
| ------ | ------------------- | -------------------------- | ---------- | ------ |
| Vários | 24 de junho de 2021 | Download digital streaming | Sony Music | [ 14 ] |